# Županići
 Županići  (olaszul: Zupanici) falu Horvátországban, Isztria megyében. Közigazgatásilag Sveta Nedeljához tartozik.

## Fekvése
Az Isztriai-félsziget keleti felén, Labintól 7 km-re északnyugatra, községközpontjától 4 km-re nyugatra, a Raša szurdokának keleti oldalán fekszik.

## Története
A 18. század végén az Isztriával együtt francia megszállás alá került, majd az I. világháború végéig a Habsburg birodalom része volt. A településnek 1880-ban 169, 1910-ben 232 lakosa volt. Az első világháború után Olaszország része lett, majd a második világháborút követően Jugoszláviához csatolták. Jugoszlávia felbomlása után 1991-ben a független Horvátország része lett. 1993-ban a Labini járásból Kršan, Raša és Pićan mellett újra megalakult Sveta Nedelja község, melynek a település is része lett. 2011-ben 139 lakosa volt.

## Lakosság
| Lakosság változása | Lakosság változása | Lakosság változása | Lakosság változása | Lakosság változása | Lakosság változása | Lakosság változása | Lakosság változása | Lakosság változása | Lakosság változása | Lakosság változása | Lakosság változása | Lakosság változása | Lakosság változása | Lakosság változása | Lakosság változása |
| ------------------ | ------------------ | ------------------ | ------------------ | ------------------ | ------------------ | ------------------ | ------------------ | ------------------ | ------------------ | ------------------ | ------------------ | ------------------ | ------------------ | ------------------ | ------------------ |
| 1857               | 1869               | 1880               | 1890               | 1900               | 1910               | 1921               | 1931               | 1948               | 1953               | 1961               | 1971               | 1981               | 1991               | 2001               | 2011               |
| 0                  | 0                  | 169                | 148                | 197                | 232                | 0                  | 0                  | 318                | 275                | 245                | 191                | 171                | 144                | 141                | 139                |